# Menoitios
Menoitios (grekiska: Μενοιτιος) var en titan i grekisk mytologi, son till Iapetos och Klymene eller Asia. Han var bror till Atlas, Prometheus och Epimetheus. Menoitios dödades av Zeus med en åskvigg i striderna mellan titanerna och antikens gudar och förvisades till Tartarus.